# Brian McClellan
Brian McClellan (25 de enero de 1986) es un autor estadounidense de fantasía épica. Es conocido por haber escrito las trilogías Los magos de la pólvora y Gods of Blood and Powder.
McClellan comenzó a escribir a los quince años, cuando se inició en los juegos de rol de La Rueda del Tiempo. A final de su adolescencia, cuando sus padres le animaron, comenzó a trabajar en relatos cortos y novelas al final de su adolescencia. McClellan se licenció en Filología Inglesa con especialización en escritura creativa en la Universidad Brigham Young, donde conoció al autor estadounidense Brandon Sanderson, a cuyas clases de escritura se incorporó.
En 2013 McClellan publicó su primer libro, Promesa de sangre. El segundo libro, La campaña escarlata, salió a la venta en mayo de 2014. Finalmente, en febrero de 2015 concluyó su trilogía de Los magos de la pólvora con The Autumn Republic. Años después iniciaría su siguiente trilogía: Gods of Blood and Powder. 
En 2014 ganó el Premio Morningstar a la mejor novela de fantasía por Promesa de sangre.

## Obra

### Trilogía Magos de la Pólvora
- Promesa de sangre (Promise of Blood, 2013). Publicado en español por el sello Gamon Fantasy de Trini Vergara en 2021.
- La campaña escarlata (The Crimson Campaign, 2014). Publicado en español por el sello Gamon Fantasy de Trini Vergara en 2022.
- La República de otoño (The Autumn Republic, 2015). Publicado en español por el sello Gamon Fantasy de Trini Vergara en 2024.

### TrilogíaGods of Blood and Powder
- Sins of Empire (2017)
- Wrath of Empire (2018)
- Blood of Empire (2019)

### SerieValkyrie
- Uncanny Collateral (2019)
- Blood Tally (2020)

### SerieThe Glass Immortals
- In the Shadow of Lightning (2022)
- Montego (2023); Novella

### Novelas cortas
- Hope's End (2013)
- The Girl of Hrusch Avenue (2013)
- Forsworn (2014)
- The Face in the Window (2014)
- Servant of the Crown (2014)
- Murder at the Kinnen Hotel (2014)
- Return to Honor (2015)
- Green-Eyed Vipers (2015)
- Ghosts of the Tristan Basin (2016)
- The Mad Lancers (2017)
- Siege of Tilpur (2017)